# 존 게츠

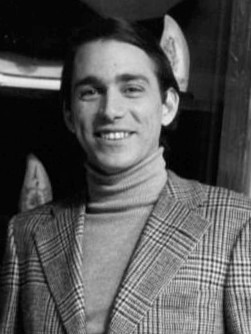

존 게츠(John Getz, 1946년 10월 15일 ~ )는 미국의 배우이다.
대븐포트에서 태어났다.

## 출연 작품

### 영화
- 플라이 (1986)

### 텔레비전
- Ned and Stacey (1995-96)
- 데이 브레이크 (2006-07)
- 타임리스 (2016-18)
- 보슈 (2017-18)